# Fekete részem
Fekete részem (ung. für Mein dunkelster Teil) ist der Titel des vierten Studioalbums der ungarischen Post-Hardcore-Band AWS, das am 1. Oktober 2018 über EDGE Records erschien.
Es beherbergt dreizehn Titel, darunter das Lied Viszlát nyár und dessen Akustikversion als Bonusmaterial. Die Spielzeit des Albums beträgt 45 Minuten und 50 Sekunden.
Es stieg auf Platz zwei der Ungarischen Musikcharts ein und verblieb insgesamt drei Wochen lang in den Top-40.

## Hintergrund und Veröffentlichung
Die Aufnahmen für das Album wurden bereits im ersten Viertel des Jahres 2018 gestartet. Das Album wurde von Gitarrist Bence Brucker aufgenommen, gemixt und gemastert. Einzige Ausnahme bildet das Lied Éjfély lány, eine Coverversion des gleichnamigen Liedes der ungarischen Metal-Band Ossian aus dem 1990 erschienenen Album A rock katonái, welches von Dániel Kiss im Y Sound Studio aufgenommen wurde. In einem Interview mit Kaposvár Most erklärte Sänger Örs Siklósi, dass die Gruppe aufgrund ihres Erfolgs beim Eurovision Song Contest inzwischen in der Lage seien, radiofreundliche Lieder zu schreiben. Dennoch gab er bekannt, dass das Album viel härter sein werde.
Das Albumcover stammt aus der Feder von Kokái Barnabás von Barber’s Art.
Am 19. September 2018 wurde das Album offiziell angekündigt.

## Titelliste
| #   | Titel                                                              | Text        | Länge | Anmerkungen                                            |
| --- | ------------------------------------------------------------------ | ----------- | ----- | ------------------------------------------------------ |
| 1.  | Fekete részem (Mein dunkelster Teil)                               | Örs Siklósi | 3:31  | 3. Single, Musikvideo                                  |
| 2.  | X/0                                                                | Siklósi     | 3:18  | 2. Single, Musikvideo                                  |
| 3.  | Lakatlan ember (Verlassener Mann)                                  | Siklósi     | 3:38  | Musikvideo                                             |
| 4.  | Hol voltál? (Wo warst du? oder Wo wart ihr?)                       | Siklósi     | 3:39  | 1. Single, Musikvideo                                  |
| 5.  | Éjjeli tánc (Mondlichttanz)                                        | Siklósi     | 2:49  |                                                        |
| 6.  | Kötelék (Bindung)                                                  | Siklósi     | 3:52  |                                                        |
| 7.  | Fuss! (Lauf!)                                                      | Siklósi     | 3:55  |                                                        |
| 8.  | Vigyázz rám (Pass auf mich auf)                                    | Siklósi     | 3:11  |                                                        |
| 9.  | Menedék (Zuflucht bzw. Obdach)                                     | Siklósi     | 3:01  |                                                        |
| 10. | Egyedül maradtál (Du wurdest allein gelassen)                      | Siklósi     | 3:55  |                                                        |
| 11. | Éjféli lány (Mitternachtsmädchen)                                  | Endre Paksi | 4:19  | Ossian-Cover Erschienen im Tribute-Album Egyek Vagyunk |
| 12. | Viszlát nyár (Auf Wiedersehen, Sommer! bzw. Tschüss, Sommer!)      | Siklósi     | 3:26  | Beitrag zum Eurovision Song Contest 2018 Bonusmaterial |
| 13. | Viszlát nyár (akusztikus verzió) (Akustikversion von Viszlát nyár) | Siklósi     | 3:14  | Bonusmaterial                                          |

## Thematiken
Auf Fekete részem schreiben die Musiker über persönliche Erfahrungen, Gefühle und Ansichten. Dies sei in der Musik üblich, besonders im Metal. In einem Interview mit dem ungarischen Radiosender Kaposvár Most sagte Sänger Örs Siklósi:

„Ha van valami problémád azt ki kell írnod magadból, mert én hiszek abban, hogy ha elénekled és elüvöltözöd a bajaidat, akkor onnantól kezdve sokkal könnyebben tudsz érvényesülni az életben, és sokkal jobban is érzed magad utána a hétköznapokban.“

„Falls du ein Problem hast, musst du über dich selbst schreiben, denn ich glaube, wenn du über deine Wunden singst und daran reibst, kannst du im Leben viel effekter sein und fühlst dich im Nachhinein im Alltag wesentlich wohler.“

So greift zum Beispiel das sehr düster und hoffnungslos anmutende X/0 die Schwierigkeiten im Umgang mit seelischen Störungen, in diesem Fall Depressionen auf. Lakatlan ember beschreibt einen durchschnittlichen Menschen, der hilflos und leer ist, weswegen er sein Leben hasst und deswegen nicht in der Lage ist, dieses in den Griff zu bekommen und seine Situation zu verbessern.
Hol voltál wurde durch einen Raubüberfall an Siklósis Großvater inspiriert. Das Stück greift abwesende oder gleichgültige Eltern, Geliebte und Freunde auf, die aufgrund ihrer eigenen Selbstsüchtigkeiten geliebten Menschen den Rücken kehren. In Éjjeli tánc singt der Sänger über die menschliche Sexualität. Im Lied Fuss! wird über das stetige Funktionierenmüssen in der Gesellschaft gesungen. Vigyázz rám beschreibt die emotionale Beziehung zu der Mutter, welche die wohl reinste und schönste zwischenmenschliche Beziehung darstelle. Das Lied Menédek basiert auf dem Werk Nachtasyl des russischen Schriftstellers Maxim Gorki und beschreibt einen Platz für Menschen, die am Rande der Gesellschaft leben und darin ein Zuhause finden.
Das ebenfalls als Bonusmaterial auf das Album befindliche Stück Viszlát nyár greift das Thema Tod auf und beschreibt den Umgang des Sängers Örs Siklósi mit dem Verlust seines Vaters im Sommer. Dabei wird ein Teil der Geschichte aus der Perspektive des Vaters erzählt.

## Veröffentlichungen
Die erste Single-Auskopplung Hol voltál (deutsch etwa „Wo warst du?“ oder „Wo wart ihr?“) erschien bereits im Sommer mitsamt einem eigens gedrehten Musikvideo. Mit der Albumankündigung am 19. September 2018 wurde zudem mit X/0 eine weitere Single vorgestellt.
Das Album selbst wurde am 1. Oktober 2018 als Tonträger veröffentlicht, ehe am 12. Oktober die Herausgabe des Albums auf digitaler Ebene erfolgte. Drei Tage nach der physischen Veröffentlichung des Albums erschien mit dem titelgebenden Lied, Fekete részem, die dritte Single mitsamt Musikvideo. Als Regisseur konnte Péter Tokay von Pixel Films engagiert werden.
Am 5. November 2018 wurde zum Lied Lakatlan ember ebenfalls ein Musikvideo veröffentlicht.

## Tournee
Im Mai 2018 nahm die Band mit dem Stück Viszlát nyár am Finale des Eurovision Song Contests in Lissabon teil und belegt dort am Ende den 21. Platz von insgesamt 26 Finalteilnehmern. Im Rahmen der Vorpartys zum Eurovision Song Contest absolvierte die Band Auftritte in Amsterdam und Madrid. Aufgrund der Teilnahme am Eurovision Song Contest wurde die Band etwas später eingeladen, auf dem Wacken Open Air im August gleichen Jahres aufzutreten. Zuvor spielte die Band im Juli ein Konzert auf dem Rockmaraton.
Am 27. September 2018 spielte die Band ein spezielles Akustikkonzert im Madách Theatre in Budapest. Am 13. Oktober spielte die Band ein Albumveröffentlichungskonzert im Barba Negra in Budapest.
Am 31. Oktober 2018 startete die Band in Gödöllő ihre Tournee durch Ungarn und Rumänien, die bis zum 23. März 2019 mit einem abschließenden Konzert in Szarvas andauert. Auch spielt die Band im Rahmen dieser Tournee ein Konzert im südslowakischen Dunajská Streda.

## Rezeption

### Kommerziell
Fekete részem stieg in der Woche des 18. Oktober 2018 auf Platz zwei der Ungarischen Musikcharts ein und verblieb insgesamt vier Wochen lang dort. 1 Die Alben Fata Morgana aus dem Jahr 2011, das 2014 veröffentlichte Égésföld und das im Jahr 2016 herausgebrachte Album Kint a vízből stiegen am selben Tag in die nationalen Albumcharts ein, wodurch alle vier Alben der Band zum gleichen Zeitpunkt in den Charts notiert waren.
Das Album erhielt eine Nominierung in der Kategorie Bestes Hard-Rock-/Metal-Album bei den Hungarian Music Awards, unterlag aber gegen Ozone Mama.
Im Jahr 2022 wurde das Album von der MAHASZ mit Dreifach-Platin ausgezeichnet.

### Chartplatzierungen
| ChartsChartplatzierungen | Höchstplatzierung | Wochen |
| ------------------------ | ----------------- | ------ |
| Ungarn (MAHASZ)          | 2 (4 Wo.)         | 4      |

| ChartsJahrescharts (2018) | Platzierung |
| ------------------------- | ----------- |
| Ungarn (MAHASZ)           | 65          |

### Auszeichnungen für Musikverkäufe
| Land/Region     | Auszeichnungen für Musikverkäufe (Land/Region, Auszeichnung, Verkäufe) | Verkäufe |
| --------------- | ---------------------------------------------------------------------- | -------- |
| Ungarn (MAHASZ) | 3× Platin                                                              | 12.000   |
| Insgesamt       | 3× Platin ·                                                            | 12.000   |

### Kritiken
Auf Kulturpart.hu schreibt Kritiker Dániel Hári, dass die Teilnahme der Band am Eurovision Song Contest zu einem enormen Popularitätsanstieg und verstärkte Medienpräsenz verschafft habe. Hári bezeichnet Fekete részem als das bisher technisch am besten ausgereifte Album der Band, das mit einer breiten musikalischen und thematischen Spanne aufwarte.
Das ebenfalls auf dem Album gepackte Stück Viszlát nyár wurde im Rahmen des Eurovision Song Contests bereits im Mai rezipiert. So bezeichnete Felix Bayer vom Spiegel Online das Lied als einen modernen Metal-Song mit Hardcore-Einflüssen und einem „amtlichen Refrain“, bei dem man kein Ungarisch können müsse, um mitzugröhlen. Alex Robert Ross vom Vice zog speziell in diesem Lied musikalische Vergleiche zur US-Band Atreyu.
Mike Barnabás verglich den Einsatz von Synthesizern mit den neueren Werken von Evanescence und schreibt der Gruppe ein breites musikalisches Spektrum, welches zwischen Metalcore und Gothic Rock liegt, zu. Éjjely tánc wird als Lied mit Radio-Hit-Potenzial beschrieben, während das darauffolgende Stück als solides Rocklied bezeichnet wird. Im Ganzen wird Fekete részem als solides und ehrliches Album, das auf den Grundfesten des Metalcore aufbaue und dennoch mit anderen Musikrichtungen experimentiert, bezeichnet. Positiv werden die kleinen hoffnungsvollen Phasen in einem eher düster gehaltenes Album gelobt, die Produktion ist rau und dennoch hochwertig.